# Волга (Старицкий район)
Во́лга — деревня в Старицком районе Тверской области. Относится к сельскому поселению «Паньково». В 1994—2006 годы — в составе Нестеровского сельского округа, в 2006—2012 — в составе Васильевского сельского поселения.
Расположена в 36 километрах к северо-востоку от районного центра Старица, на левом берегу Волги.
Население по переписи 2002 года — 8 человек, 4 мужчины и 4 женщины.

## История
В середине XIX века южнее деревни на берегу Волги было владельческое сельцо Выш-Городище, которое относилось к Тредубской волости волости Старицкого уезда Тверской губернии. В 1859 году — 17 дворов, 201 житель.
Во второй половине XIX — начале XX века деревня Выш-Городище Старицкого уезда в приходе церкви Рожества Богородицы села Андреевское соседнего Тверского уезда.
В 1930-е годы уже значится деревня Волга (9 дворов), а в 1,5 км к западу — деревня Городище (21 двор, рядом с деревней Каленицы).
В 1970-80-е годы в жители деревни трудились в колхозе «Прогресс». В 1997 году — 5 хозяйств, 10 жителей.
В 2009 году южнее деревни на берегу Волги компания «Российская сантехника» построила базу отдыха «Барская усадьба» . Многие сельхозземли вокруг деревни (вдоль Волги) скуплены под коттеджную застройку.